# Velké kino
Velké kino se nachází v centru Zlína. Spolu s ostatními funkcionalistickými budovami (tržnice, obchodní dům, hotel Zlín a 21. budova) tvoří dominantu náměstí Práce a je jednou z charakteristických tváří centra moderního Zlína. Budova je od roku 2001 chráněna jako kulturní památka, od 1. března 2016 je kino kvůli havarijnímu stavu uzavřeno.

## Historie

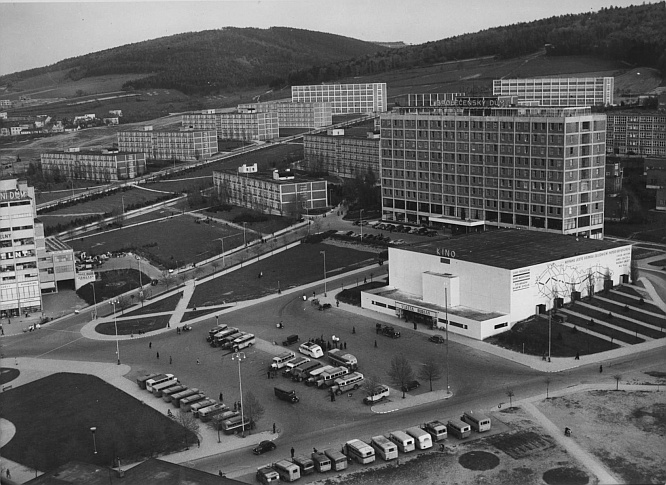
Historický pohled na Velké kino, 40. léta

Funkcionalistickou stavbu architekta Františka Lydie Gahury nechala v roce 1932 postavit firma Baťa, původně jako provizorium. I díky tomu při stavbě byla použita unikátní svařovaná ocelová konstrukce, v takovém rozsahu vůbec poprvé na území tehdejšího Československa. Od roku 1961 se v něm každoročně koná Mezinárodní festival filmů pro děti a mládež.
Původní kapacita sálu kina převyšovala 2 500 míst, jednalo se o první objekt kulturní vybavenosti ve Zlíně určený pro masovější návštěvy. Svou ohromnou kapacitou se stalo největším předválečným kinem v Československu. I současný počet míst (1 010) řadí toto kino k největším kinosálům v republice. Podle údajů Unie filmových distributorů se Velké kino umisťuje v celkové roční návštěvnosti mezi prvními pěti z celkového počtu 154 kin v Česku.

### Vybavení
Kino je vybaveno dvěma promítacími přístroji Meo 5 umožňujícími promítání 35 mm filmů a dvěma provozuschopnými staršími promítacími přístroji UM 70/35, které umožňují promítání 70 mm filmů. Ačkoli toto kino dlouhá léta nemohlo promítat 70 mm filmy celé, neboť jeden z projektorů byl vystaven ve vestibulu, zatímco druhý fungoval jako záložní při případné poruše modernějších promítacích strojů, v roce 2012 při příležitosti filmového festivalu a následné přehlídky 70 mm filmů k výročí 80 let provozu kina, byl vystavený projektor trvale přemístěn zpět do promítací kabiny a oba stroje jsou připraveny k akci. Kino bylo také digitalizováno a je tak vybaveno i digitálním promítacím přístrojem. Kromě toho byl při poslední rekonstrukci začátkem 21. století instalován velmi kvalitní zvukový systém Dolby Digital Sorround Ex.

### Program kina
V minulosti se v kině mimo projekce filmů konaly přímé přenosy z Metropolitní opery v New Yorku, ale také koncerty, festivaly outdoorových filmů, přehlídky krátkých filmů a podobně. Před Velkým kinem od roku 2006 nalezneme Zlínský chodník slávy, jenž se každoročně, během filmového festivalu, rozšiřuje. Hvězdu zde mají osobnosti spojené s filmem pro děti a mládež.

### Uzavření kina
V roce 2016 byl vypracován posudek, podle kterého má kino narušenou statiku střechy, stěn a nosných konstrukcí, kino je tak od 1. 3. 2016 uzavřeno. Pro další provoz je potřebná komplikovaná rekonstrukce budovy, s níž však město Zlín, které kino vlastní, počítá. V roce 2024 se začala připravovat, ve spolupráci s památkáři, rekonstrukce, po jejímž ukončení (podle odhadu v roce 2026) bude kino nadále sloužit svému účelu. Akce, které se obvykle pořádají ve Velkém kině byly dočasně přesunuty zejména do zlínského multikina Golden Apple Cinema v obchodním centru Zlaté jablko na náměstí Míru.

### Externí odkazy

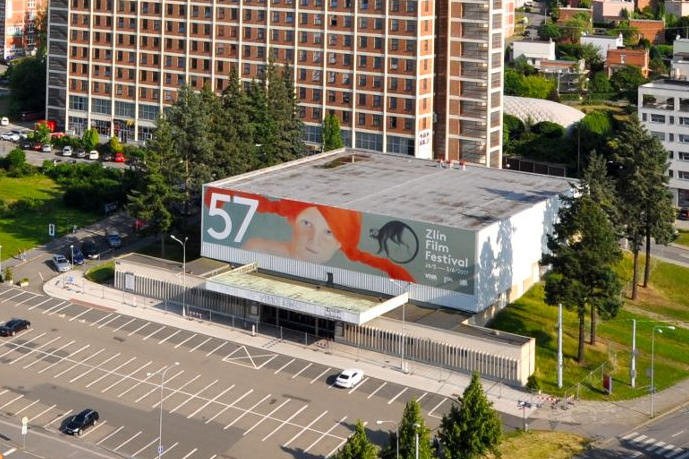
Velké kino ve Zlíně s bannerem Zlínského filmového festivalu